# Свети Теодор Тирон (Азбресница)
„Свети великомъченик Теодор Тирон“ (на сръбски: Црква Светог великомученика Теодора Тирона) е православна църква в нишкото село Азбресница, Сърбия. Църквата е енорийски храм на Нишката епархия на Сръбската православна църква.

## История
Църквата е разположена в центъра на селото. Изградена е на мястото на стар християнски храм. На мястото е имало църква от ранното средновековието, унищожен от славянските завоевания. В Късното средновековие османските завоевания унищожават неговия наследник. Църквата е обновена след Хатишерифа от 1830 година, но е изгорена в Сръбско-турската война в 1877 година. След като районът попада в Сърбия след войната, на мястото е изградена църква от слаб материал. В 1900 година тя е разрушена с благословията на епископ Никанор Нишки и от 1901 до 1903 година е построен сегашният храм. Изписана е в 1904 година от видния дебърски майстор Георги Зографски. Храмът е еднокорабна базилика с олтарна апсида. От западната страна има камбанария, висока 35 m. Храмът е реновиран през 1982 и 2013 година.

## Блежки
1. 1 2  Стаменковић, Србољуб Ђ. Географска енциклопедиjа насеља Србиjе. Т. III М-Р.   Београд, Универзитет у Београду. Географски факултет, 2001. с. 27. (на сръбски)
2. 1 2 3 4  Азбресничка парохија. Храмови у парохији //   Епархија нишка.  Архивиран от оригинала на 2021-11-10. Посетен на 10 ноември 2021 г. (на сръбски)
3. ↑  Николовски, Дарко. Фото архива на Антоние Николовски за Македонските зографи од крајот на XIX и почетокот на XX век: (Андонов, Зографски и Ванѓеловиќ).   Скопје, Едиција Културно наследство, Министерство за култура на Р. С. Македонија, 2020. с. 171-172. (на македонска литературна норма)